# 1830
1830. је била проста година.

## Догађаји

### Јануар
- 24. јануар — 28. јануар – Велика народна скупштина у Крагујевцу (1830)

### Фебруар
- 3. фебруар — На мировној конференцији у Лондону, Грчкој призната независност од Османског царства.

### Март
- 26. март — Први пут је штампана Мормонова књига, свети текст покрета Светаца последњих дана.

### Април
- 6. април — Џозеф Смит је службено основао Цркву Исуса Христа светаца последњих дана.

### Мај
- 28. мај — Амерички председник Ендру Џексон је потписао Закон о пресељењу Индијанаца, који га је овластио да преговора са америчким староседеоцима о њиховом уклањању са њихових постојбина.

### Јун
- 26. јун — Вилијам IV наслеђује свог брата Џорџа IV, као краљ Уједињеног Краљевства.

### Јул
- 27. јул — У Француској је избила тродневна „Јулска револуција“ изазвана одлуком краља Шарла X Бурбонског да укине слободу штампе, распусти тек изабрану скупштину и промени изборни закон.

### Август
- 2. август — Француски краљ Шарл X Бурбонски абдицирао је под притиском Јулске револуције у Паризу.
- 7. август — Француска скупштина изабрала је Луја Филипа за краља Француске, након што је Шарл X био присиљен да абдицира у Јулској револуцији.

### Новембар
- 29. новембар — Новембарски устанак (1830—1831) или Руско-пољски рат (1830—1831), устанак Пољака против Руске Империје.[1]
- 30. новембар — У Београду на Ташмајдану у присуству кнеза Милоша и београдског паше свечано је прочитан хатишериф турског султана Махмуда II о аутономији Србије.

## Рођења

### Јануар
- 13. јануар — Филипо Филипи, италијански музички критичар. (†1887).

### Фебруар
- 9. фебруар — Абдул Азиз, турски султан. (†1876)

### Август
- 18. август — Франц Јозеф, аустријски цар и мађарски краљ (†21. новембар 1916)

### Новембар
- 10. децембар — Емили Дикинсон, америчка књижевница. († 1886)

## Смрти

### Јануар
- 6. јануар — Георгије Магарашевић, српски књижевник

### Март
- 17. март — Лорен Гувион Сен-Сир, француски маршал

### Мај
- 16. мај — Жозеф Фурије, француски математичар и физичар. (*1768)

### Јун
- 4. јун — Антонио Хосе де Сукре, борац за независност Јужне Америке
- 26. јун — Џорџ IV, британски краљ

### Октобар
- 31. октобар — Петар I Петровић Његош, црногорски владика

### Новембар
- 4. новембар — Јосиф Путник, епископ пакрачки и темишварски
- 8. новембар — Силвестер Шчедрин, руски сликар
- 8. новембар — Франц I од Сицилије, краљ Две Сицилије
- 18. новембар — Адам Вајсхаупт, немачки филозоф и оснивач друштва Илумината
- 30. новембар — Папа Пије VIII, 236. римски папа

### Децембар
- 8. децембар — Бенжамен Констан, француски књижевник
- 17. децембар — Симон Боливар, борац за независност Јужне Америке